# 一七三公里站

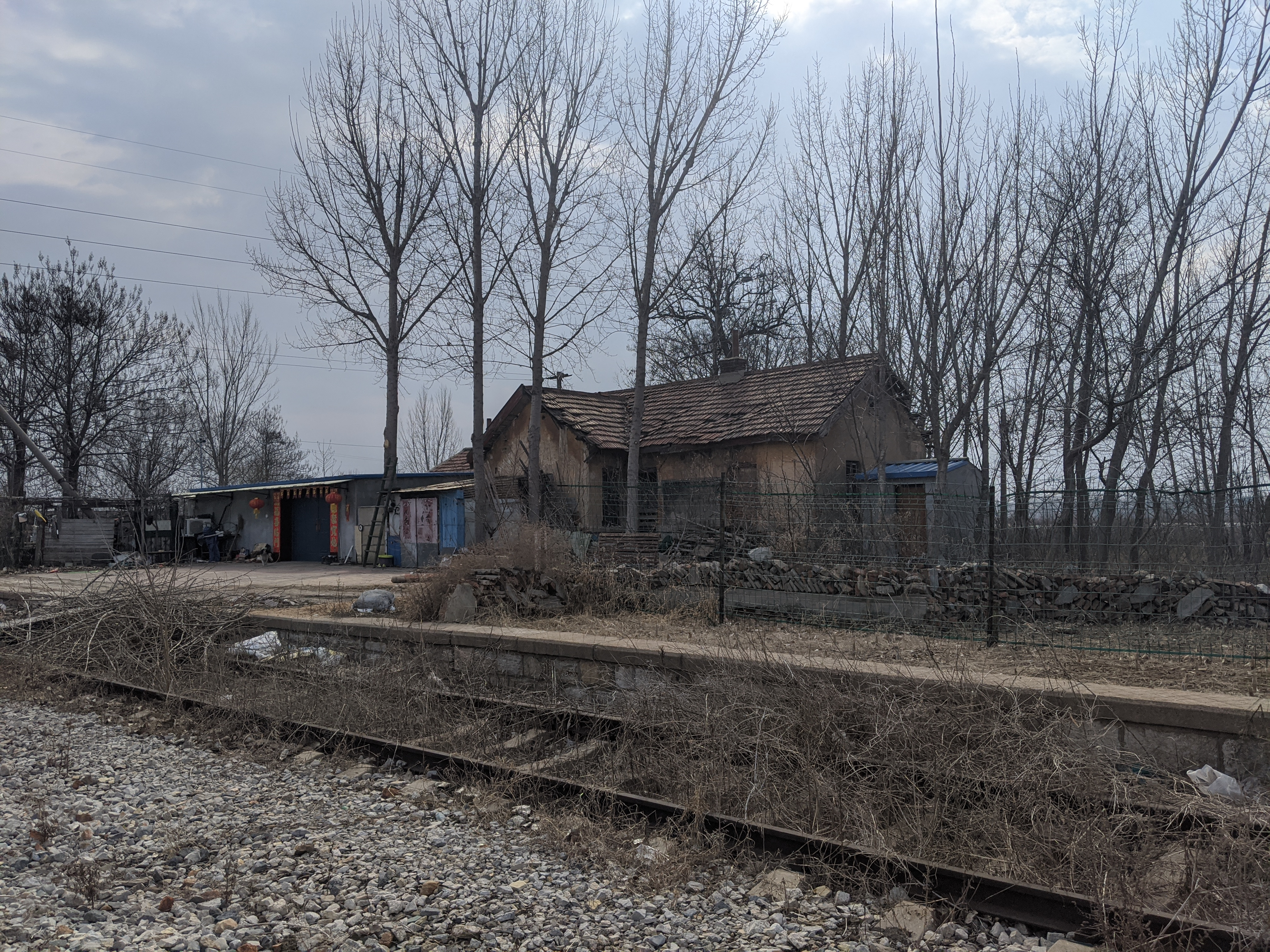
德建站房

一七三公里站，位于山东省潍坊市坊子区，是坊子支线的一座车站。车站为潍坊发电厂的接轨站，建于1966年。因位于胶济铁路复线改造前青岛起173公里处附近，故称一七三公里站。站内设有3条股道，专用线长3公里。

## 现状
德建
车站站房内有农户居住，外观遭受部分破坏。本站仅办理煤场专用线列车货运业务。
车站仅在上行（潍坊）端设立了一座进站信号机，在与主线设置的道岔旁设有值班房，全部道岔均为人工操作。
- X进站信号机，进站道岔反向布置
- 下行方向看车站，进站道岔顺向布置，砖构值班房
- 值班房外的占线板